# تسوربيغ
تسوربيغ (بالألمانية: Zörbig) هي مدينة وبلدة ألمانية تقع في ساكسونيا أنهالت في ألمانيا. يقدر عدد سكانها بـ 10,175 نسمة .

## أعلام
- أوقست غوتليب ريختر
- فيكتور بليتجن
- يوهان ريسكه
- أوسكار فليشر